# Jacques en Urbain op Wereldtournee
Jacques en Urbain op Wereldtournee is een Belgisch televisieprogramma dat in 2023 werd uitgezonden op VTM. Onder begeleiding van Eric Goens doen de Vlaamse komieken Jacques Vermeire en Urbanus in de serie buitenlandse locaties aan, waar zij onder meer het podium betreden om te kijken of hun humor daar werkt.

## Afleveringen
| Nr. | Locatie                    | Uitzenddatum     | Samenvatting | Kijkcijfers |
| --- | -------------------------- | ---------------- | --- | ----------- |
| 1   | New York, Verenigde Staten | 7 november 2023  | De reizigers bezoeken de basketbalsters Emma Meesseman, Julie Allemand en Ann Wauters in Barclays Center. Daarna nemen ze een kijkje bij een vuilnismuseum en het voormalige festivalterrein van Woodstock. | 395.874     |
| 2   | Berlijn, Duitsland         | 14 november 2023 | De komieken duiken in het oorlogsverleden van Jacques' vader en Urbanus' oom in een voormalig werkkamp. Ook maken ze een tocht in een Trabant, gaan ze aan de slag als straatmuzikant en maken ze kennis met grafitti. | 347.543     |
| 3   | Ibiza en Benidorm, Spanje  | 21 november 2023 | Het gezelschap bezoekt op Ibiza een optreden van dj Armin van Buuren en spreekt met een oud-danser. In Benidorm treffen de reizigers een buitengewone illusionist en De Romeo's. | 318.323     |
| 4   | Kinshasa, Congo-Kinshasa   | 28 november 2023 | Jacques hoopt meer te weten te komen over het verleden van zijn oom die als pater in Congo verbleef. Daarnaast brengt het duo een bezoek aan een in verval geraakte jachthaven, een kathedraal, lokale striptekenaars en een dansopvoering. | 322.828     |
| 5   | Kathmandu, Nepal           | 5 december 2023  | Als twintiger kwam Urbanus al liftend terecht in de Nepalese hoofdstad. Nu gaan de komieken naar de zogeheten Apentempel en zien zij crematies aan de kant van de rivier. Ook ontmoeten zij maharadja's, maken ze hun opwachting in een populaire tv-show, spreken ze met startende komieken en worden ze warm onthaald bij een tandheelkundig initiatief voor kinderen. | 312.690     |
| 6   | Lapland, Finland           | 12 december 2023 | De heren maken een tocht met sledehonden, halen eten uit de natuur door onder meer te ijsvissen, bezoeken een schietbaan en komen in aanraking met de Sami. | 312.778     |
| 7   | Kaapstad, Zuid-Afrika      | 19 december 2023 | Tijdens een safari gaat het gezelschap op zoek naar wilde dieren. Na een bezoek aan Kathleen Aerts belanden de reizigers in een township, waar ze horen over het bendeverleden van een voetbalcoach. Aan de kust bekijken ze pinguïns en verkeren ze in het gezelschap van een motorclub.                                                                                | 288.143     |
| 8   | Gent, België               | 21 december 2023 | In een zaalshow blikken de heren terug op hun buitenlandse avonturen. | 213.944     |